# Nyanga-Nationalpark
Nyanga National Park ist ein Nationalpark im östlichen Hochland der Provinz Manicaland in Simbabwe. Er liegt etwa 105 km nördlich von Mutare. Ursprünglich als Rhodes Inyanga National Park, einer der ältesten Nationalparks Simbabwes, unter Schutz gestellt, wurden Größe und Zuschnitt des Parks mehrfach geändert. Ende des letzten Jahrhunderts wurde seine Fläche fast verdoppelt.

## Geografie
Der Park hat eine Fläche von 47.000 Hektar und befindet sich in Höhenlagen zwischen 1.800 und 2.593 Metern. Die Landschaft mutet eher alpin als tropisch an; die Sommertemperaturen erreichen 26 Grad Celsius, im Winter fallen sie bis auf −3 Grad.
Seine Attraktionen sind die Berglandschaft mit dem 2600-m-Gipfel des Inyangani, dem höchsten Berg Simbabwes, vielen Wasserfällen, u. a. den 762 m hohen Mutarazi-Fällen, den Pungwe-Fällen, und den Nyangombe-Fällen und dem Pungwe-Fluss.
Diese Berge trennen gemeinsam mit denen von Chimanimani und denen von Bvumba das Hochland von Simbabwe von der mosambikanischen Tiefebene. Der Park umfasst einige Relikte aus der Steinzeit wie Gräben, Steinburgen, Terrassen und Wege.

Landschaft im Nyanga-Nationalpark
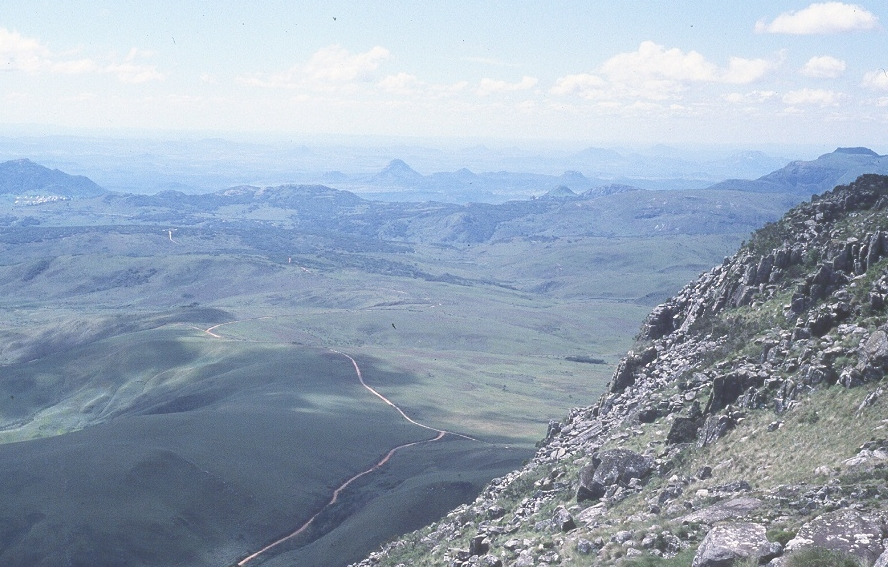
Blick vom Mount Nyangani
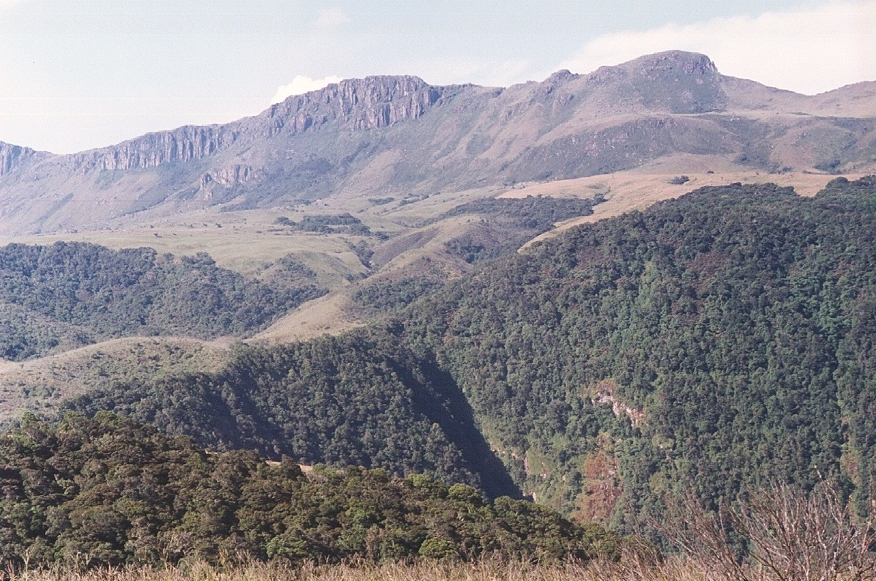
Typisches Landschaftsbild
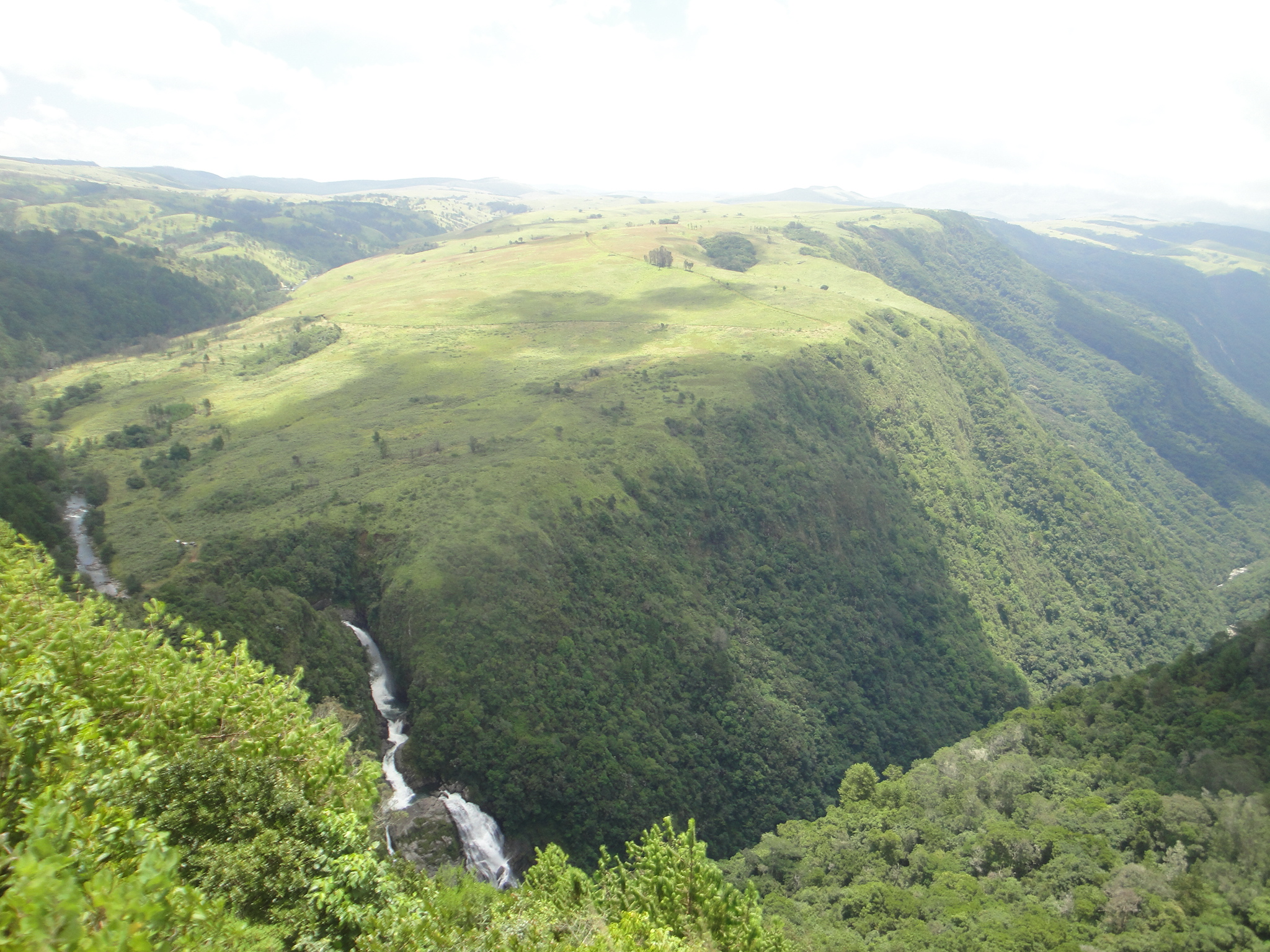
Punge-Wasserfälle
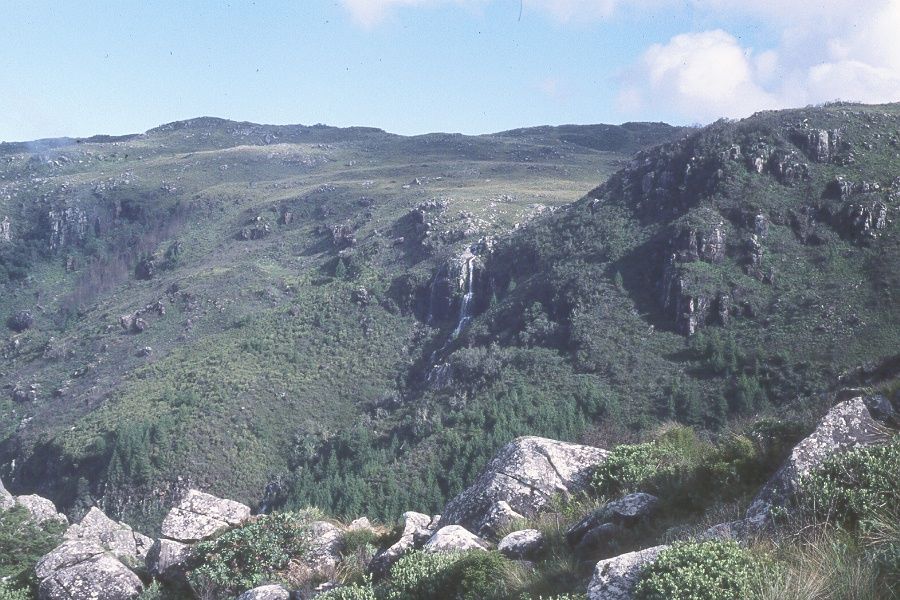
Nyama-Fälle, Mount Nyangani
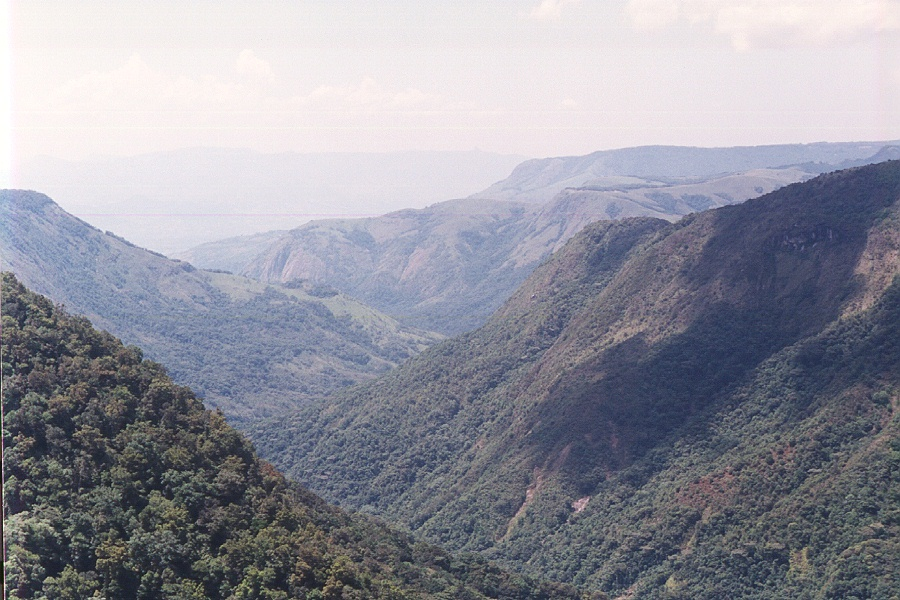
Pungwe- und Nyazenguschlucht

## Tierwelt
Im Nationalpark sind Tiere wie Wasserböcke, Gnus, Zebras, Impalas und Elenantilopen anzutreffen. An Raubtieren sind vor allem der Leopard und die Hyäne zu erwähnen. Löwen und Kaffernbüffeln wechseln gelegentlich aus den Tiefländern von Mosambik ins Gebiet.
Ein Teil des Gebietes gilt wegen seiner Bedeutung für die Vogelwelt als Important Bird Area. Als global vom Aussterben bedrohte Arten dieses Gebietes sind der Taitafalke, der Klunkerkranich, die Steppenweihe und die Blauschwalbe (Hirundo atrocaerulea) festgestellt worden. Weitere bemerkenswerte Arten sind die Streifenralle und die Robertsprinie.

Vogelarten im Nyanga-Nationalpark
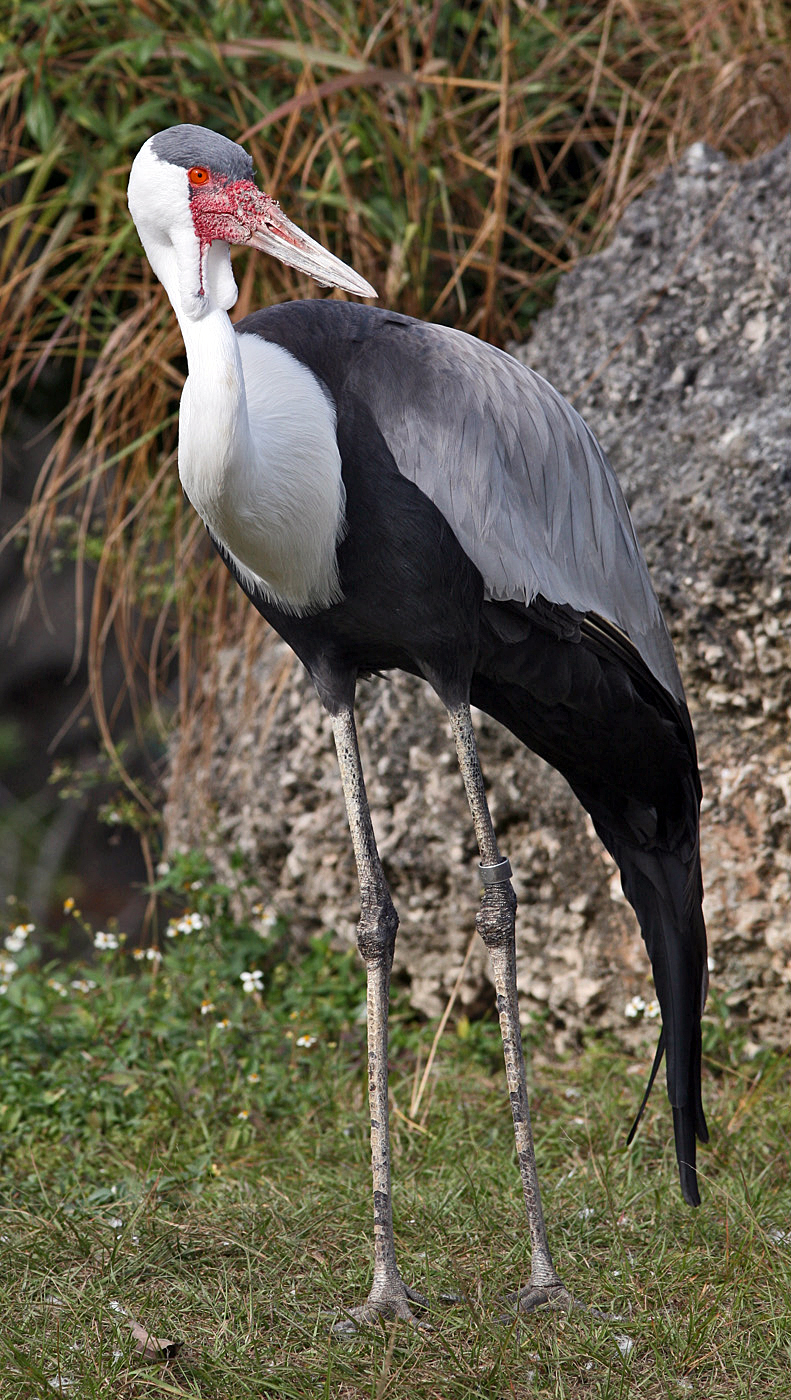
Klunkerkranich
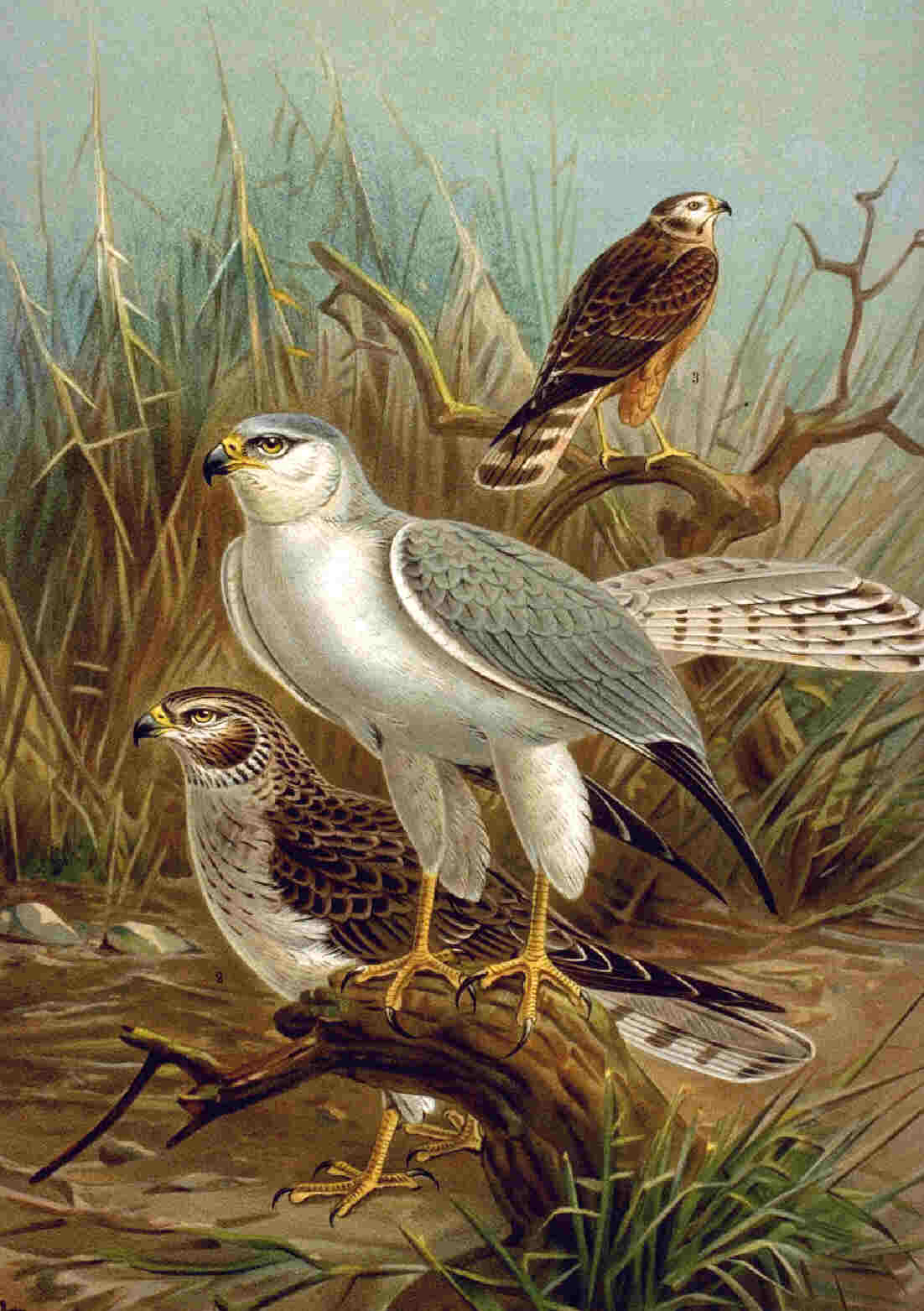
Steppenweihe
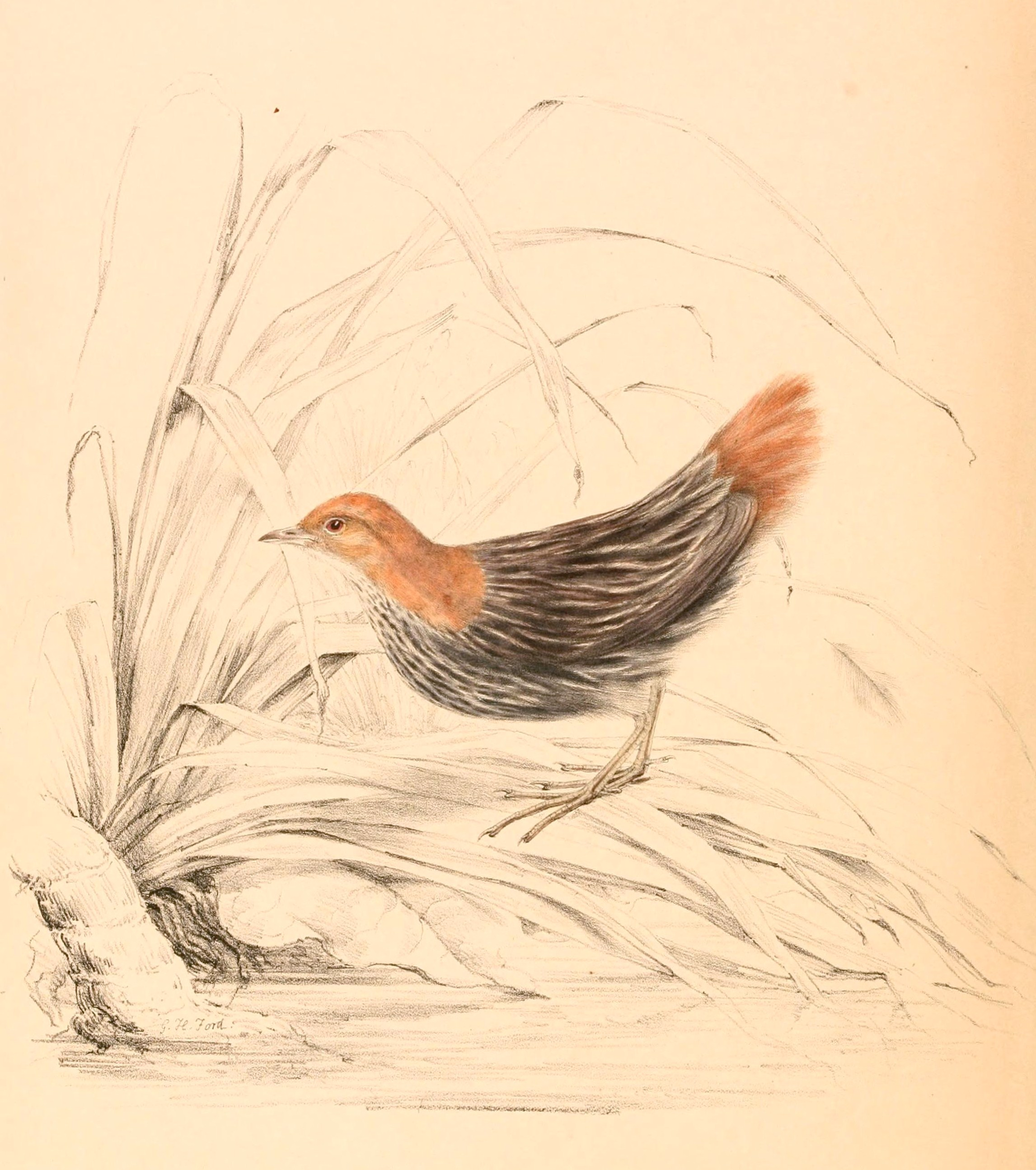
Streifenralle
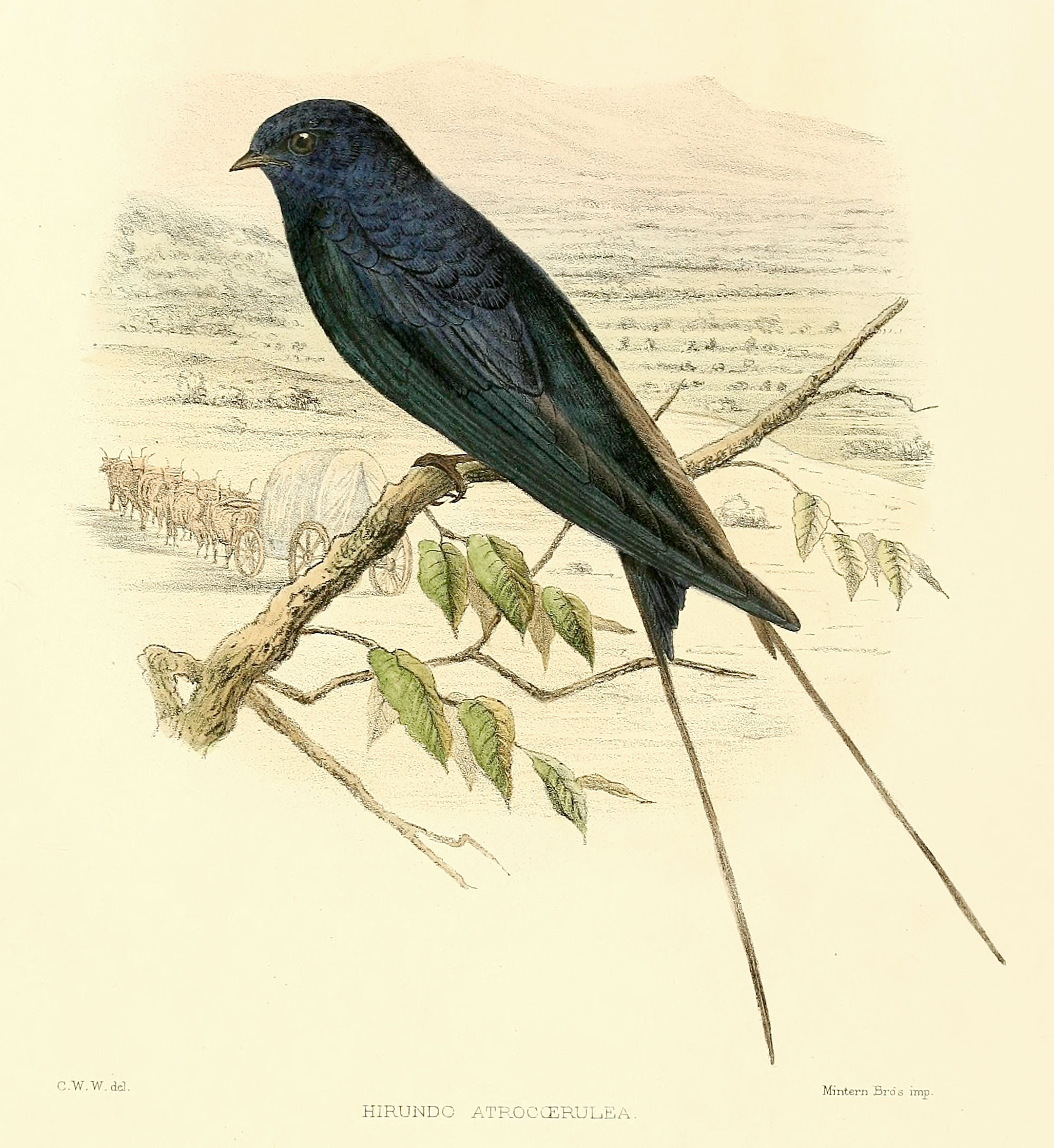
Blauschwalbe
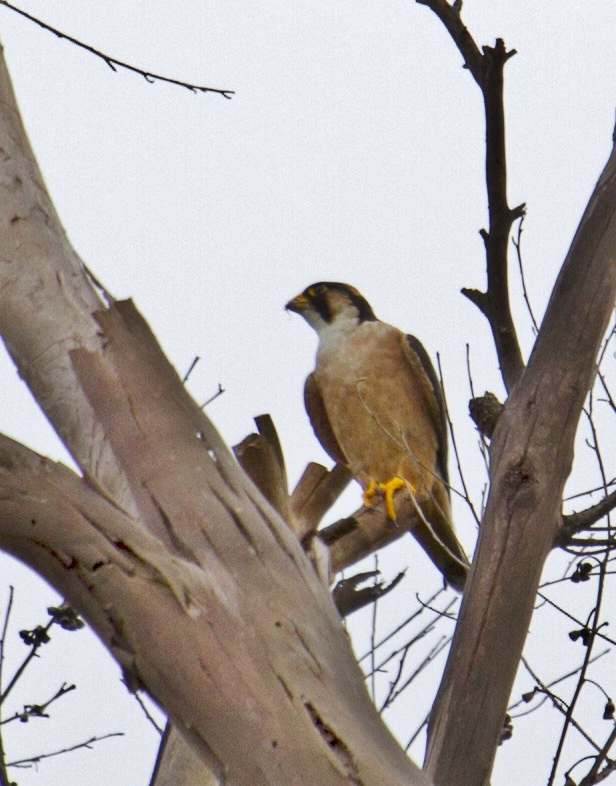
Taitafalke

## Andere Nutzungen
Nahe beim Ort Nyamhuka unterhält die Armee ein Trainingscamp.